# Центральный научно-исследовательский институт точного машиностроения
АО «ЦНИИточмаш» — Центральный научно-исследовательский институт точного машиностроения, находится в городе Подольск (микрорайон Климовск) Московской области. Входит в состав госкорпорации «Ростех».

## История
Постановление Совета народных комиссаров СССР о создании в промышленном вооружении научно-исследовательского института, отвечающего за решение вопросов совершенствования и развития стрелково-пушечного вооружения, было принято 19 июня 1941 года. Однако Великая Отечественная война отодвинула выполнение этого решения на три года. Приказ о создании НИИ стрелково-пушечного вооружения авиации (НИИСПВА) был подписан наркомом вооружения СССР 17 мая 1944 года. Институт образован на территории завода № 304 в подмосковном Кунцево.
В 1946 году НИИСПВА вместе с ещё несколькими конструкторскими организациями Минвооружения было привлечено к изучению зарубежного опыта конструирования и производства реактивных снарядов и пусковых установок (в том числе немецких «Фау-1» и «Фау-2»).
В 1948 г. переименован в НИИ-61, в 1949 г. в состав института вошел НИИ-44 (разработка патронов к стрелковому вооружению).
В 1950 г. НИИ-61 перебазирован в Климовск и получил служебное наименование почтовый ящик № 7 (п/я 7).
В 1951 году институтом введён в эксплуатацию термобаротир —лабораторная климатическая база, предназначенная для создания в наземных условиях искусственной высотной атмосферы (давления, температуры и влажности) и для имитации арктического режима с целью исследования и испытания авиационного вооружения и приборов.
Для промышленного и жилищного строительства в начале 50-х годов в составе НИИ было создано управление капитальным строительством.
В 1957 г. в институте образован отдел исследований и разработок стрелкового вооружения, в 1959 г. в НИИ-61 вошло ОКБ-180, занимавшееся разработкой образцов охотничьего оружия.
С 1960 года Правительством СССР на институт возложены функции контроля всего выпускаемого в стране спортивного и охотничьего оружия .
В 1961 г. институт реорганизован в Центральный научно-исследовательский институт точного машиностроения (ЦНИИТОЧМАШ) Министерства оборонной промышленности.
В 2022 г. было объявлено о присоединении института к концерну «Калашников».

## Основная деятельность
Разработка и производство различных видов стрелкового оружия и боеприпасов к нему, экипировки военнослужащих, минометных и артиллерийских систем, оптико-электронных приборов, спортивных и охотничьих боеприпасов, герметичной тары для транспортировки и хранения, тренажеров-имитаторов стрелкового оружия. Различные испытания стрелкового и пушечного вооружения.
Важной областью деятельности является разработка аппаратуры наведения высокоточного оружия (ВТО). Институт разработал аппаратуру управления первых отечественных переносных и переносно-возимых противотанковых комплексов  «Фагот», «Конкурс». Технические решения, найденные Институтом, положены в основу аппаратуры управления противотанковых комплексов «Метис» и др. Институт является разработчиком, изготовителем и обладателем патентов на наземную аппаратуру управления эффективного современного противотанкового комплекса «Корнет».

## Разработанная военная продукция

### Специальное стрелковое оружие ближнего боя
- 9-мм самозарядный пистолет СР1МП (в ранних модификациях — СР1 «Гюрза», 6П53 СПС, СР1М) под патроны 9х21 СП10 - бронебойные, СП11 - с обыкновенной пулей, 7БТ3 - с бронебойно-трассирующей пулей, СП12 - с экспансивной пулей.
- 9-мм пистолет-пулемет СР2МП (в ранней модификации — СР2 «Вереск», СР2М) под патроны 9х21 СП10 - бронебойные, СП11 - с обыкновенной пулей, 7БТ3 - с бронебойно-трассирующей пулей, СП12 - с экспансивной пулей.
- 9-мм малогабаритный автомат СР3МП (в ранней модификации — СР3 «Вихрь», СР1М) под патроны 9х39 СП5 — бронебойный с дозвуковой скоростью, СП6
- 9-мм самозарядный пистолет «Удав» под патроны 9х21 семейства СП10/11, включая бронебойные, экспансивные, бронебойно-трассирующие пули, а так же пули с уменьшенной скоростью и повышенной пробиваемости.

### Бесшумное оружие
- 9-мм автомат АС «Вал» под патроны СП5, СП6
- 9-мм снайперская винтовка ВСС «Винторез» под патроны СП5, СП6
- 7,62-мм пистолет ПСС «Вул» под патрон СП4
- стрелково–гранатомётный комплекс 6С1 «Канарейка»
- малогабаритный пистолет МСП «Гроза» под патрон СП-3

### Подводное стрелковое оружие
- 5,66-мм автомат АПС под патрон МПС
- 4,5-мм пистолет СПП-1М под патрон СПС

### Автоматическое оружие
- 5,45-мм автомат АО-63
- 5,45-мм автомат АЛ-7
- 7,62-мм пулемет «Печенег»

### Снайперские винтовки
- Дальнобойная снайперская винтовка «Уголёк»

### Артиллерия
- 120-мм самоходное артиллерийское орудие 2С9 «НОНА-C»

### Аппаратура управления высокоточным оружием
Наземная аппаратура управления ПТРК «Фагот», «Конкурс», «Корнет».

### Средства индивидуальной защиты
- Защитный комплект 6Б15 «Ковбой» для экипажей бронемашин
- Комплект боевой экипировки «Бармица»
- Комплект боевой экипировки «Ратник»

## Продукция гражданского назначения
- Аэрозольный комплекс «Жасмин» для временной нейтрализации биологических объектов. Он состоит из устройства «Удар М» в комплекте с пиромеханическими баллончиками «БАМП-5(ОС)»

## Санкции
2 апреля 1999 года США ввели торговые санкции против «ЦНИИточмаш» за нарушении режима нераспространения, в частности, за поставку Сирии противотанковых ракетных комплексов «Корнет-Э» и «Метис-М», 1 апреля 2004 года санкции были сняты.
24 июня 2024 года, из-за российского вторжения на Украину, «ЦНИИточмаш» включён в санкционные списки стран Европейского союза:

"ЦНИИТочмаш" несёт ответственность за материальную поддержку действий, которые подрывают или угрожают территориальной целостности, суверенитету и независимости Украины. Кроме того, "ЦНИИТочмаш" оказывает материальную поддержку и получает выгоду от Правительства РФ, а также российских руководителей, ответственных за дестабилизацию ситуации в Украине.— «Официальный журнал Европейского союза», Брюссель, 24 июня 2024 года

## Награды
- Орден Октябрьской Революции

## Руководство
- 1944-1946 — Майн Павел Иванович
- 1946-1948 — Руднев Константин Николаевич
- 1948-1953 — Новиков Владимир Николаевич
- 1953-1954 — Медведев Сергей Кириллович
- 1954-1963 — Розанов Сергей Сергеевич
- 1963-1992 — Сабельников Виктор Максимович
- 1992-2000 — Хиникадзе Александр Валерьянович
- 2000-2012 — Иванов Владимир Николаевич
- 2012-2018 — Семизоров Дмитрий Юрьевич
- 2018-2021 — Баков Альберт Владимирович
- 2021-2023 — Морозов Олег Степанович
- 2023 — Семеняко Антон Иванович
- 2023-2025 — Луданный Михаил Геннадиевич
- С января 2025 — Бобыкин Сергей Анатольевич